# Verònica afil·la
La verònica afil·la (Veronica aphylla), és una petita herba del gènere Veronica que actualment s'inclou dins de la família de les plantaginàcies. És un oròfit centroeuropeu que viu als Alps, als Abruços i (a la península Ibèrica) als Pirineus i la serralada cantàbrica.

## Descripció
És una planta herbàcia perenne que pot assolir una alçada de 3 a 8 centímetres, amb una tija molt curta on surten les fulles semblant totes basals, pubescents, el·líptiques o ovalades, de 4 a 10 mil·límetres d'amplada i 8 a 15 mil·límetres de llarg. De l'axil·la de les fulles apareix normalment un únic raïm llargament pedunculat que sembla una tija sense fulles (d'aquí ve el nom científic aphylla, que vol dir "sense fulles"), i que porta poques flors (entre 2 a 5).

## Ecologia i distribució
És una espècie més aviat rara,que viu a l'alta muntanya, als Pirineus, en indrets calcaris on la neu s'acumula fins tard, ja entrat l'estiu. També es pot trobar en indrets rocosos i relleixos de roques a l'estatge alpí. Les espècies de congesteres (com la verònica afil·la) són molt menudes i necessiten créixer ràpidament per completar el seu cicle vital en el breu espai de temps que tenen fins que torni a nevar.